# Cumulatieve causatie
De theorie van cumulatieve causatie werd in 1957 gepubliceerd door de Zweedse econoom Gunnar Myrdal en stelt dat het centrum zich steeds meer uitbreidt ten koste van de periferie. Dit zou komen doordat economische ontwikkeling van een gebied de concurrentiepositie van het gebied versterkt en zo verdere economische ontwikkeling stimuleert, waardoor de economische activiteiten in een land zich nog meer in het centrum gaan concentreren en de werkgelegenheid en welvaart in de periferie afneemt. Cumulatieve causatie wordt voor een belangrijk deel veroorzaakt door het agglomeratie-effect.
Cumulatieve causatie heeft voor de periferie zowel positieve gevolgen (spread effects) als negatieve gevolgen (backwash effects).